# A magyar dal napja
A magyar dal napja Presser Gábor ötlete nyomán életre hívott zenei rendezvény.
Először 2008-ban rendezték meg a Sziget Fesztivál „mínusz első” napján. A hétórás koncerten a magyar könnyűzene több korszakának és stílusának képviselői játszották el részben saját dalaikat, részben más előadókét. Voltak kifejezetten erre az alkalomra létrejött formációk is, mint a Rock Allstar (Skorpió tagjai, Vikidál Gyula, Török Ádám, Karácsony János, Takáts Tamás, Ferenczi György), az Omega Tribute Band (Mihály Tamás, Benkő László, Kalapács József, Keresztes Ildikó, Roy, Gömöry Zsolt, Maróthy Zoltán, Mihály András) vagy az MR2 Allstar.
A rendezvény ebben a formájában egyszeri alkalom volt. 2009-ben – immár a Magyar Dal Napja Nonprofit Kft. koordinálásával - szeptember 13-án tartották, majd ezt követően minden év szeptemberének második vasárnapján (tehát szeptember 8. és szeptember 14. közötti mozgó ünnepen) rendezik meg. Eltérően a megelőző évtől, párhuzamosan több helyszínen, közöttük számos vidéki városban zajlottak az események. Budapest mellett önálló programot szervezett Balatonfüred, Debrecen, Dunaújváros, Győr, Komárom, Kecskemét, Miskolc és  Várpalota. Budapesten az egyes zenei stílusok önálló színpadokat állítottak: alternatív zene a Gödörben, rock a Zöld Pardonban, jazz a Művészetek Palotája előtt, komolyzene a Zeneakadémia koncerttermében, utcabál a Feneketlen-tónál, blues a Zichy kastélyban.
A 2010-es évtől bevezették A Magyar Dal Fővárosa címet, amelyre Budapestet és kerületeit kivéve valamennyi város önkormányzata pályázhat. A pályázat feltételei: egyedi és izgalmas program szervezése, szükséges helyszín és pénzügyi háttér biztosítása, valamint politikamentes és a magyar dal napja szellemiségéhez méltó szervezés vállalása. A címet első alkalommal Eger, 2011-ben Nyíregyháza nyerte el.
2012-ben kétszeresen is megtartották a rendezvényt: először augusztusban a Sziget Fesztivál „-2.” napján, a 2008-ashoz hasonló formátumban, majd ősszel Szombathely „fővárossal”. Első alkalommal két határon túli város is bekapcsolódott a rendezésbe: Kassa és Sepsiszentgyörgy.
A rendezvény fővárosa 2013-ban Békéscsaba, 2014-ben Hévíz lett. 2015-re Bük nyerte el a címet, de a Magyar Dal Napja Nonprofit Kft. részéről bejelentették, hogy immár csak a címet tudják biztosítani, a szervezés támogatását nem, a kft. pedig meg fog szűnni.

## Külső hivatkozások
- Hivatalos honlap